# 墨菲·特洛伊
墨菲·特洛伊（英語：Murphy Troy；1989年5月31日—）是一位美國排球運動員。他現在效力於波蘭球隊格但斯克。他也是美國國家男子排球隊的一員，隨國家隊出戰2016年夏季奧林匹克運動會。